# Фортеця (фільм, 2021)
«Фортеця» (англ. Fortress) — американський бойовик 2021 року режисера Джеймса Каллена Брессака за сценарієм Алана Горснейла, заснований на історії Еміль Гірш та Рендалла Еммета. У головних ролях: Джессі Меткалф, Брюс Вілліс, Чед Майкл Мюррей, Келлі Грейсон, Сер'Даріус Блейн і Шеннен Догерті. 17 грудня 2021 року компанія Lionsgate Films випустила фільм у обмежений кінопрокат та як відео на вимогу. У квітні 2022 року вийшла в прокат друга частина дилогії.
Роберт і його син Пол живуть на секретному курорті для відставних офіцерів розвідки США. Група злочинців, одержима жагою помсти, проникає на територію, і чоловікам доводиться рятувати ситуацію.

## Акторський склад
- Джессі Меткалф — Пол Майклз
- Брюс Вілліс — Роберт Майклз
- Чед Майкл Мюррей — Фредерік Балзарі
- Ерік Вест — Метьюз
- Келлі Грейсон — Кейт Тейлор
- Сер'Даріус Блейн — Улісс
- Майкл Сіроу — Кен Блейн
- Шеннен Догерті — бригадний генерал Барбара Доббс
- Каталіна Вітері — Софія
- Наталі Берн — Сандра
- Луїс Да Сілва молодший — Аксель
- Шон Кенан — Влад

## Виробництво
Знімання фільму розпочалося 3 травня 2021 року в Пуерто-Рико. Того ж дня повідомлено, що фільм — перша частина дилогії зі спільним основним акторським складом. Другу частину «Око снайпера» знято паралельно. 15 травня завершилося виробництво першої частини, 3 листопада — другої.

## Реліз
17 грудня 2021 року фільм вийшов в обмежений прокат і як відео на вимогу, кінопрокатник — компанія Lionsgate Films.

## Критика
Фільм був неоднозначно сприйнятий критиками і глядачами. На агрегаторі оглядів Rotten Tomatoes 20 % із 5 відгуків критиків є позитивними із середньою оцінкою 4,9/10.
На 42-й церемонії вручення премії «Золота малина» фільм отримав номінацію в новій категорії: «Найгірша гра Брюса Вілліса у фільмі 2021 року». Категорія була пізніше скасована після виходу Вілліса на пенсію через афазію.

## Нагороди
Ерік Вест:
- Black Movie Awards — «Видатна гра актора другого плану»[12]
- «Срібний ріг» — «Найкраща роль другого плану у фільмі»
- «Срібний ріг» — «Акторський прорив»

Брюс Вілліс:
- «Золота малина» — «Найгірша гра Брюса Вілліса у фільмі 2021 року» (категорію скасовано)